# Eneko Atxa
Eneko Atxa Azurmendi (Amorebieta, 14 de septiembre de 1977) es un cocinero reconocido por su compromiso con la sostenibilidad.

## Biografía
Estudió en la Escuela de Hostelería de Lejona, compaginándolo con diversos stages en restaurantes donde estudia y se impregna de la cocina tradicional vasca. Tras este aprendizaje, toma rumbo hacia los restaurantes más prestigiosos y poco a poco consolida su propia personalidad y estilo. Es campeón de España de cocina de autor para jóvenes chefs.
En 2005, tras varias jefaturas de cocina en restaurantes de renombre abre su propio restaurante: Azurmendi***  en Larrabezúa, Vizcaya. En 2007 consigue su primera estrella en la Guía Michelin. La segunda le llega en 2011 y la tercera le es otorgada en 2012, lo que le convierte en el único establecimiento de Bizkaia en obtener esta distinción. Este reconocimiento hace que Eneko Atxa, a sus 35 años, sea uno de los cocineros más jóvenes de España en lograr las tres estrellas.
Apuesta por una cocina natural, pero con personalidad y con un ambiente que identifique al plato con el origen del producto. Sus platos oscilan entre la cocina vasca tradicional como base y la constante evolución creativa.
Su restaurante Azurmendi, con tres estrellas Michelin y una estrella verde ha sido galardonado dos veces como Restaurante más sostenible de la mano de la lista The World's 50 Best.
En 2016 crea JAKI(N), un hervidero de ideas ubicado en el propio restaurante Azurmendi. Se trata de un proyecto desde el que promueve proyectos relacionados con las personas, el medio ambiente, la salud, y la sociedad.
En 2019 crea, junto a Xabi Uribe-Etxebarria, la iniciativa Bestfarmers: un proyecto para dar visibilidad y valor a los productores, fomentando y recompensando prácticas de agricultura sostenibles.

## Premios y reconocimientos
- 2002 Campeón de España de cocina de autor para jóvenes chefs.[14]
- Mejor cocinero del año por el prestigioso club de gourmet Francés Fourchettes.
- 2005 Nominado al premio pil-pil a la técnica más innovadora. Abre el restaurante Azurmendi en Larrabetzu (Bizkaia).
- 2006 El restaurante Azurmendi es nominado a Mejor Restaurante Revelación dentro de la cumbre Internacional Madrid Fusión.[15]
- 2007 Le otorgan una Estrella Michelín a su restaurante Azurmendi.[16]
- 2007 Premio Euskadi al Mejor Restaurador.[17]
- 2008 Premio Cocina saludable. Otorgado por el Forum Gastronómico Gallego.[18] Una receta de Eneko Atxa se alza con el premio de cocina saludable por su equilibrio alimenticio a la par que placentero.[19][20]
- 2010 Segunda estrella Michelin para Azurmendi.[21]
- 2012 Azurmendi recibe la tercera estrella Michelin.[22]
- 2014 Azurmendi es nombrado el Restaurante Más Sostenible del Mundo por el World's 50 Best[23]
- 2015 Mejor restaurante de Europa según Opinionated About Dining[24]Eneko Atxa, Mejor Chef del Mundo por Elite Traveller. [25]
- 2016 Eneko Atxa Premio Nacional de Gastronomía 2015 al Mejor Jefe de Cocina y es seleccionado para conformar el grupo de European’s Young Leader.[26]Azurmendi es elegido décimo mejor restaurante del mundo por TripAdvisor.[27]Su compromiso con el medio ambiente ha sido reconocido por la Federación Española de Hostelería (FEHR), como Empresa Hostelera comprometida con la sostenibilidad.[28]La publicación Fuera de Serie, del grupo Unidad Editorial, eligió a Eneko Atxa como uno de los personajes del año 2016, en la categoría de gastronomía.[29]
- 2017 Primera estrella Michelin para el restaurante ENEKO.[30]Azurmendi***  es nombrado Mejor Restaurante del Mundo por la revista Elite Traveler[31]Eneko Atxa obtiene el Premio GQ al empresario del año.[32]
- 2018 Azurmendi es nombrado como Restaurante Más Sostenible del Mundo por segunda vez según The World’s 50 Best.[6]
- 2019 Eneko Atxa gana el premio cocinero del año en Europa en Madrid Fusion.[33]Puesto 14 en el ranking mundial The World’s 50 Best Restaurants.[34]Eneko Atxa gana el Premio Nacional de Gastronomía Saludable a la personalidad más destacada 2018.[35]
- 2020 Azurmendi y ENEKO consiguen 1 estrella verde por su compromiso con la sostenibilidad.[7]
- 2021 Eneko Atxa recibe el primer premio ‘Sol Sostenible’ de la Guía Repsol.[36]Azurmendi, premio a la Sostenibilidad por Madrid Fusión.[37]
- 2022 Eneko Atxa recibe el Premio MadBlue Cinco Océanos 2022 por su labor en sostenibilidad.[38]Eneko Atxa, premio a la sostenibilidad por la revista Gentleman.[39]Azurmendi cumple 10 años consecutivos con 3 estrellas Michelin.[40]